# Берегівська міська рада
Бе́регівська міська́ ра́да — орган місцевого самоврядування у складі Закарпатської області. Адміністративний центр — місто обласного значення Берегове.

## Загальні відомості
- Територія ради: 19 км²
- Населення ради: 24 446 осіб (станом на 1 серпня 2015 року)[1]

## Населені пункти
Міській раді підпорядковані населені пункти:
- м. Берегове
- с. Затишне

## Склад ради
Рада складається з 26 депутатів та голови.
- Голова ради: Бабяк Золтан Адальбертович

### Керівний склад ради
| ПІБ                         | Основні відомості                                                                                          | Дата обрання | Дата звільнення |
| --------------------------- | --- | ------------ | --------------- |
| Боровець Микола Петрович    | Міський голова, 1961 року народження, освіта, безпартійний                                                 | 26.03.2006   | 31.10.2010      |
| Загривий Володимир Іванович | Міський голова, 1950 року народження, освіта вища, член Народної партії                                    | 31.10.2010   | 03.06.2013      |
| Бабяк Золтан Адальбертович  | Міський голова, 1972 року народження, освіта вища, позапартійний                                           | 03.06.2013   | 25.10.2015      |
| Бабяк Золтан Адальбертович  | Міський голова, 1972 року народження, освіта вища, позапартійний, від Демократичної партії угорців України | 25.10.2015   |                 |

Примітка: таблиця складена за даними сайту Верховної Ради України та ЦВК

### Депутати VII скликання
За результатами місцевих виборів 2015 року депутатами ради стали:

#### За суб'єктами висування
| Суб'єкт висування                          | Кількість обраних депутатів | %     |
| ------------------------------------------ | --------------------------- | ----- |
| Демократична партія угорців України        | 12                          | 46.15 |
| Політична партія Єдиний Центр              | 5                           | 19.23 |
| Партія «Відродження»                       | 5                           | 19.23 |
| Партія Блок Петра Порошенка «Солідарність» | 4                           | 15.38 |

#### За округами
| № округу                                    | Прізвище, ім'я, по батькові      | Дата нар.  | Освіта              | Партійна приналежність                           | Відомості                                                                                          |
| ------------------------------------------- | -------------------------------- | ---------- | ------------------- | ------------------------------------------------ | -------------------------------------------------------------------------------------------------- |
| Демократична партія угорців України         |                                  |            |                     |                                                  | |
| пк                                          | Дорчі Кароліна Дюлівна           | 10.02.1980 | вища                | безпартійна                                      | Закарпатський угорський інститут ім. Ф. Ракоці ІІ, викладач                                        |
| 26                                          | Папп Іштван Гейзович             | 28.12.1970 | загальна середня    | член Демократичної партії угорців України        | приватний підприємець                                                                              |
| 11                                          | Ляшко Михайло Михайлович         | 19.08.1960 | вища                | безпартійний                                     | Берегівська міська рада, заступник міського голови                                                 |
| 8                                           | Галайда Йосип Степанович         | 24.05.1959 | вища                | член Демократичної партії угорців України        | ТзОВ «Водоканал Карпатвіз», директор                                                               |
| 19                                          | Секереш Олександр Юрійович       | 21.11.1965 | вища                | безпартійний                                     | приватний підприємець                                                                              |
| 24                                          | Гусар Пейтер Тіборович           | 15.11.1987 | вища                | безпартійний                                     | Закарпатський угорський інститут ім. Ф. Ракоці ІІ, координатор зооінженерного факультету           |
| 9                                           | Вереш Пейтер Гаврилович          | 11.11.1966 | вища                | член Демократичної партії угорців України        | Берегівська ЗОШ І-ІІІ ст. № 10, директор                                                           |
| 18                                          | Токар Людмила Янівна             | 06.08.1963 | вища                | безпартійна                                      | Берегівська міська рада, секретар                                                                  |
| 20                                          | Павлюк Микола Миколайович        | 13.04.1986 | вища                | член Демократичної партії угорців України        | Берегівська міська рада, адміністратор                                                             |
| 10                                          | Орос Гейза Гейзович              | 29.04.1964 | вища                | безпартійний                                     | Закарпатський угорський інститут ім. Ф. Ракоці ІІ, проректор по господарській діяльності           |
| 2                                           | Молнар Д Стефан Стефанович       | 28.07.1979 | вища                | безпартійний                                     | Закарпатський угорський інститут ім. Ф. Ракоці ІІ, в.о. доцента кафедри географії та туризму       |
| 23                                          | Нодь Марія Франтішеківна         | 02.02.1963 | загальна середня    | безпартійна                                      | Управління Закарпатської Реформатської Церкви, бухгалтер                                           |
| Партія «Відродження»                        |                                  |            |                     |                                                  | |
| пк                                          | Якимець Микола Миколайович       | 13.08.1974 | вища                | член Партії «Відродження»                        | ТзОВ «Берег-Вертікал», директор                                                                    |
| 10                                          | Божар Євген Євгенович            | 09.06.1969 | вища                | безпартійний                                     | ТОВ «ВМП Транс Берегово», директор                                                                 |
| 12                                          | Салошенко Юрій Юрійович          | 06.09.1987 | вища                | безпартійний                                     | приватне підприємство «Стронг-Берегово», директор                                                  |
| 1                                           | Максименко Андрій Константинович | 22.03.1968 | вища                | безпартійний                                     | фізична особа-підприємець                                                                          |
| 13                                          | Івашкович Олег Іванович          | 01.04.1972 | вища                | безпартійний                                     | СП «Айсберг» ЛТД, помічник засновників                                                             |
| політична партія Єдиний Центр               |                                  |            |                     |                                                  | |
| пк                                          | Бізіля Ольга Василівна           | 15.06.1968 | вища                | член політичної партії Єдиний Центр              | Берегівська міська рада, перший заступник міського голови                                          |
| 24                                          | Галайда Жолт Імреевич            | 21.04.1972 | середня спеціальна  | безпартійний                                     | приватний підприємець                                                                              |
| 21                                          | Шклянка Любов Михайлівна         | 18.01.1973 | вища                | член політичної партії Єдиний Центр              | приватний підприємець                                                                              |
| 22                                          | Шош Роберт Карлович              | 25.07.1975 | вища                | член політичної партії Єдиний Центр              | ПП «Орлине гніздо», директор                                                                       |
| 26                                          | Кедебец Валерія Елемирівна       | 17.08.1989 | вища                | безпартійна                                      | декретна відпустка                                                                                 |
| ПАРТІЯ "БЛОК ПЕТРА ПОРОШЕНКА «СОЛІДАРНІСТЬ» |                                  |            |                     |                                                  | |
| пк                                          | Антіпов Віталій Вікторович       | 04.05.1982 | вища                | член ПАРТІЇ "БЛОК ПЕТРА ПОРОШЕНКА «СОЛІДАРНІСТЬ» | фізична особа-підприємець                                                                          |
| 25                                          | Гускі Іван Іванович              | 19.08.1984 | вища                | безпартійний                                     | ВДАІ з обслуговування м. Берегова та Берегівського району УМВС України, начальник чергової частини |
| 17                                          | Саєнков Віктор Вікторович        | 27.06.1980 | професійно-технічна | член ПАРТІЇ "БЛОК ПЕТРА ПОРОШЕНКА «СОЛІДАРНІСТЬ» | фізична особа-підприємець                                                                          |
| 7                                           | Шелемон Ірина Михайлівна         | 20.04.1961 | професійно-технічна | член ПАРТІЇ "БЛОК ПЕТРА ПОРОШЕНКА «СОЛІДАРНІСТЬ» | фізична особа-підприємець                                                                          |

### Депутати VI скликання
За результатами місцевих виборів 2010 року:
- Кількість депутатських мандатів: 36
- Кількість депутатських мандатів, отриманих за результатами виборів: 37

#### За суб'єктами висування
| Суб'єкт висування                   | Кількість обраних депутатів | %    |
| ----------------------------------- | --------------------------- | ---- |
| Єдиний Центр                        | 12                          | 32,4 |
| Демократична партія угорців України | 11                          | 29,7 |
| Партія регіонів                     | 8                           | 21,6 |
| «КМКС» Партія угорців України       | 3                           | 8,1  |
| Політична партія «Фронт Змін»       | 3                           | 8,1  |

#### За округами
| № округу                            | Прізвище, ім'я, по батькові               | Дата визнання обраним | Освіта             | Партійна приналежність                                | Відомості про обраного депутата                                                         |
| ----------------------------------- | ----------------------------------------- | --------------------- | ------------------ | ----------------------------------------------------- | --------------------------------------------------------------------------------------- |
| Демократична партія угорців України |                                           |                       |                    |                                                       |                                                                                         |
| б/м                                 | Пфейфауф Йосип Олександрович              | 04.11.2010            | вища               | позапартійний                                         | ТзОВ СП «Екотрейд-інформ», директор                                                     |
| б/м                                 | Гаал Гейза Гейзович                       | 04.11.2010            | вища               | член Демократичної партії угорців України             | Берегівська ЦРЛ, лікар                                                                  |
| б/м                                 | Сайков Тиберій-Семен-Станіслав Михайлович | 06.11.2010            | вища               | позапартійний                                         | Берегівська угорська гімназія, заступник директора                                      |
| б/м                                 | Медве Валентин Валентинович               | 07.06.2013            | вища               | позапартійний                                         | Комунальне підприємство «ЖЕК» Берегівської міськради, директор                          |
| б/м                                 | Орос Дюло Яношович                        | 15.04.2014            | середня спеціальна | член Демократичної партії угорців України             | ТзОВ «Берег Вертікал», директор                                                         |
| 1                                   | Кромак Андрій Андрійович                  | 05.11.2010            | середня спеціальна | позапартійний                                         | Берегівська міська рада сектор благоустрою міста, завідувач                             |
| 5                                   | Вереш Пейтер Гаврилович                   | 05.11.2010            | вища               | позапартійний                                         | загальноосвітня школа № 8 м. Берегове, директор                                         |
| 6                                   | Галайда Йосип Степанович                  | 05.11.2010            | вища               | позапартійний                                         | ТзОВ «Водоканал Карпатвіз», директор                                                    |
| 11                                  | Токар Людмила Янівна                      | 05.11.2010            | вища               | позапартійна                                          | Берегівська міська рада, управління освіти, начальник                                   |
| 17                                  | Папп Іштван Гейзович                      | 05.11.2010            | середня            | член Демократичної партії угорців України             | приватний підприємець                                                                   |
| 18                                  | Чех Параска Андріївна                     | 05.11.2010            | середня спеціальна | член Демократичної партії угорців України             | приватний підприємець                                                                   |
| Єдиний Центр                        |                                           |                       |                    |                                                       |                                                                                         |
| б/м                                 | Бізіля Ольга Василівна                    | 04.11.2010            | вища               | член Єдиного Центру                                   | Берегівська міська організація Єдиного центру, голова                                   |
| б/м                                 | Чирибан Світлана Анатоліївна              | 04.11.2010            | вища               | член Єдиного Центру                                   | Берегівське міське управління освіти, головний спеціаліст                               |
| б/м                                 | Трикур Володимир Федорович                | 04.11.2010            | вища               | член Єдиного Центру                                   | об'єднання ринків «Сільгосппродукти», директор                                          |
| б/м                                 | Шош Роберт Карлович                       | 04.11.2010            | вища               | член Єдиного Центру                                   | приватне підприємство «Орлине гніздо», директор                                         |
| б/м                                 | Черепковський Євген Миколайович           | 04.11.2010            | вища               | член Єдиного Центру                                   | Берегівська ЦРЛ, лікар-стоматолог                                                       |
| б/м                                 | Ковач Галина Омелянівна                   | 12.11.2013            | вища               | член Єдиного Центру                                   | пенсіонер                                                                               |
| 7                                   | Бізіля Наталія Юріївна                    | 05.11.2010            | вища               | член Єдиного Центру                                   | дошкільний навчальний заклад № 7, завідувачка                                           |
| 10                                  | Моцяк Василь Михайлович                   | 05.11.2010            | вища               | член Єдиного Центру                                   | ПАБ «Берегівський радіозавод», охоронець                                                |
| 13                                  | Боровський Валерій Йосифович              | 05.11.2010            | середня            | член Єдиного Центру                                   | ОСББ «Шевченка 39А», голова                                                             |
| 14                                  | Весельський Юрій Владиславович            | 05.11.2010            | вища               | позапартійний                                         | Берегівський міськрайонний центр зайнятості, начальник відділу                          |
| 15                                  | Танчинець Юрій Васильович                 | 05.11.2010            | вища               | член Єдиного Центру                                   | приватний підприємець                                                                   |
| 16                                  | Шклянка Любов Михайлівна                  | 05.11.2010            | вища               | позапартійна                                          | Берегівський міськрайонний центр зайнятості, провідний спеціаліст                       |
| «КМКС» Партія угорців України"      |                                           |                       |                    |                                                       |                                                                                         |
| б/м                                 | Горкаі Самуел Барнович                    | 04.11.2010            | вища               | член політичної партії «КМКС» Партія угорців України" | Закарпатський Угорський Інститут ім. Ференца Ракоці, викладач                           |
| б/м                                 | Орос Гейза Гейзович                       | 04.11.2010            | вища               | позапартійний                                         | Закарпатський Угорський Інститут ім. Ференца Ракоці, проректор                          |
| б/м                                 | Гнатік-Рішко Марта Миколаївна             | 04.11.2010            | вища               | член політичної партії «КМКС» Партія угорців України" | Берегівська угорська гімназія ім. Г. Бетлена, вчитель                                   |
| Партія регіонів                     |                                           |                       |                    |                                                       |                                                                                         |
| б/м                                 | Лабойко Олександр Олексійович             | 04.11.2010            | вища               | член Партії регіонів                                  | УСБ «Закарпаття», директор                                                              |
| б/м                                 | Ляшко Михайло Михайлович                  | 04.11.2010            | вища               | член Партії регіонів                                  | Берегівська РДА, заступник голови                                                       |
| б/м                                 | Кайнов Віталій Вікторович                 | 06.11.2010            | вища               | член Партії регіонів                                  | Закарпатський інститут АКААН с. В.Бакта, заступник директора                            |
| 2                                   | Кустрьо Валерій Іванович                  | 05.11.2010            | вища               | позапартійний                                         | Берегівська ЦРЛ, хірургічне відділення, завідувач                                       |
| 3                                   | Желобанов Олег Валентинович               | 05.11.2010            | вища               | член Партії регіонів                                  | приватний підприємець                                                                   |
| 4                                   | Митник Сергій Миколайович                 | 05.11.2010            | вища               | член Партії регіонів                                  | ОСББ «Мужайська», голова правління                                                      |
| 9                                   | Якимець Микола Миколайович                | 05.11.2010            | вища               | член Партії регіонів                                  | ТзОВ «Берег-Вертікал», директор                                                         |
| 12                                  | Секереш Олександр Юрійович                | 05.11.2010            | вища               | член Партії регіонів                                  | УМВС України у Закарпатській області, старший уповноважений ВВБ в Закарпатській області |
| Політична партія «Фронт Змін»       |                                           |                       |                    |                                                       |                                                                                         |
| б/м                                 | Маргітич Володимир Іванович               | 04.11.2010            | вища               | член Політичної партії «Фронт Змін»                   | приватний підприємець                                                                   |
| б/м                                 | Пуканич Едуард Володимирович              | 04.11.2010            | вища               | член Політичної партії «Фронт Змін»                   | приватний підприємець                                                                   |
| 8                                   | Антіпов Віталій Вікторович                | 05.11.2010            | вища               | член Політичної партії «Фронт Змін»                   | приватний підприємець                                                                   |